# 米德爾堡鎮區 (北卡羅萊納州萬斯縣)
米德爾堡鎮區（英語：Middleburg Township）是位於美國北卡羅萊納州萬斯縣的一個鎮區。

## 地方資料
米德爾堡鎮區的面積為99.71平方千米，皆為陸地。根據2020年美國人口普查的數據，當地共有人口3438人，而人口密度為每平方千米34.48人。